# Lionel Ringeval
Pour les articles homonymes, voir Ringeval.
Pas d'image ? Cliquez ici

a Compétitions nationales et continentales officielles uniquement.

Dernière mise à jour le 5 juillet 2020.
Lionel Ringeval, né le 18 février 1977 à Clermont-Ferrand (Puy-de-Dôme), est un joueur et entraîneur français de rugby à XV.
Il est le fils de Michel Ringeval,.

## Biographie
Né à Clermont-Ferrand, Lionel Ringeval commence le rugby à XV au FC Grenoble en 1989 avec les équipes benjamines.
Il joue avec l'équipe première au poste de demi de mêlée notamment en Élite 1 lors de la saison 2000-2001 où le passage de l'élite de 21 à 16 clubs est fatal au FCG, en effet malgré neuf victoires en vingt matches, Grenoble fait partie des six clubs relégués en Pro D2, conséquence d'une défaite en barrage contre la Section paloise 21 à 33 après prolongation à Béziers.
L'année suivante, il fait partie du groupe, qui ramène le FCG en Top 16 en terminant vice-champion de France de Pro D2 en 2002.
En 2003, il quitte le FC Grenoble et rejoint l'US bressane.
En 2007, il prend une licence à l'Association sportive Fontaine rugby (AS Fontaine) et il y termine sa carrière sportive en 2010.
En 2012, il devient entraîneur au FC Grenoble des moins de 16 ans pendant 4 saisons, puis il entraîne l'équipe des moins de 18 ans pendant 3 saisons.
Au terme de la saison 2017-2018, son équipe des juniors Crabos est champion de France pour la deuxième fois de son histoire en battant le Castres olympique par 20 à 13 avec notamment les futurs internationaux des moins de 20 ans : Éli Églaine, Mathis Saragallet, Régis Montagne, Romain Fusier et Nathanaël Hulleu,.

## Palmarès

### En club
- Vice-champion de France de Pro D2 en 2002 avec le FC Grenoble.

### Entraîneur
- Champion de France Crabos  en 2018 avec le FC Grenoble.